# Mrazovac
Mrazovac (vražji korijen, balučka divja, luk gladi, kaćun, lat. Colchicum), biljni rod od stotinjak vrsta ljekovitih, ali i otrovnih jednosupnica s podzemnim gomoljem i otrovnim sjemenkama koje sadrže kolhicin.
U Hrvatskoj raste sedam vrsta mrazovaca:, među kojima jesenski mrazovac, madžarski, Kohov mrazovac, Visianijev mrazovac i drugi. Mrazovac voli vlažne travnjake od nizinskih do planinskih područja. Stabljika je kratka, listovi veliki a cvijet sličan šafranovom, cvate krajem ljeta.
Biljka se širi tako što sjemenke imaju ljepljive bradavice koje se hvataju za noge životinja.
Od trovanja mrazovcem stradaju mnogi sakupljači bilja koji ga zamijene za medvjeđi luk (Allium ursinum).

## Etimologija
Latinsko ime je izvedeno iz grčke riječi kolkhikon, koja se odnosi na Kolhidu, drevnu regiju istočno od Crnog mora. Vrste roda Colchicum imaju kratke stabljike ili su bez stabljike i dosežu visinu od 150 mm. Sve vrste imaju jajoliki izdanak (za razliku od lukovice, izdanak je stabljika koja je natečena i prilagođena za skladištenje, spljoštena na vrhu i blago konkavna na dnu: kada se prereže, bulbotuber izgleda čvrst). Ima lepezasti bazalni nabor i prekriven je tamnom kožnom do drvenastom opnom. 

## Vrste
1. Colchicum albanense (Schönland) J.C.Manning & Vinn.
2. Colchicum albomarginatum (Schinz) J.C.Manning & Vinn.
3. Colchicum alpinum DC.
4. Colchicum amphigaripense (U.Müll.-Doblies, Weiglin, M.Gottlieb & D.Müll.-Doblies) J.C.Manning & Vinn.
5. Colchicum androcymbioides (Valdés) K.Perss.
6. Colchicum antepense K.Perss.
7. Colchicum antilibanoticum Gomb.
8. Colchicum arenarium Waldst. & Kit.
9. Colchicum arenasii Fridl.
10. Colchicum asteranthum Vassiliades & K.M.Perss.
11. Colchicum asteroides (J.C.Manning & Goldblatt) J.C.Manning & Vinn.
12. Colchicum atticum Spruner ex Tommas.
13. Colchicum austrocapense (U.Müll.-Doblies & D.Müll.-Doblies) J.C.Manning & Vinn.
14. Colchicum autumnale L.
15. Colchicum balansae Planch.
16. Colchicum baytopiorum C.D.Brickell
17. Colchicum bellum (Schltr. & K.Krause) J.C.Manning & Vinn.
18. Colchicum bivonae Guss.
19. Colchicum boissieri Orph.
20. Colchicum buchubergense (U.Müll.-Doblies & D.Müll.-Doblies) J.C.Manning & Vinn.
21. Colchicum bulbocodium Ker Gawl.
22. Colchicum burchellii (Baker) ined.
23. Colchicum burkei (Baker) J.C.Manning & Vinn.
24. Colchicum burttii Meikle
25. Colchicum capense (L.) J.C.Manning & Vinn.
26. Colchicum cedarbergense (U.Müll.-Doblies, Hähnl., U.U.Müll.-Doblies & D.Müll.-Doblies) J.C.Manning & Vinn.
27. Colchicum chalcedonicum Azn.
28. Colchicum chimonanthum K.Perss.
29. Colchicum chlorobasis K.Perss.
30. Colchicum cilicicum (Boiss.) Dammer
31. Colchicum circinatum (Baker) J.C.Manning & Vinn.
32. Colchicum clanwilliamense (Pedrola, Membrives & J.M.Monts.) J.C.Manning & Vinn.
33. Colchicum confusum K.Perss.
34. Colchicum corsicum Baker
35. Colchicum crenulatum (U.Müll.-Doblies, E.G.H.Oliv. & D.Müll.-Doblies) J.C.Manning & Vinn.
36. Colchicum cretense Greuter
37. Colchicum crispum (Schinz) J.C.Manning & Vinn.
38. Colchicum crocifolium Boiss.
39. Colchicum cruciatum (U.Müll.-Doblies & D.Müll.-Doblies) J.C.Manning & Vinn.
40. Colchicum cupanii Guss.
41. Colchicum cuspidatum (Baker) J.C.Manning & Vinn.
42. Colchicum davisii C.D.Brickell
43. Colchicum decaisnei Boiss.
44. Colchicum decipiens (N.E.Br.) J.C.Manning & Vinn.
45. Colchicum doerfleri Halácsy
46. Colchicum dolichantherum K.Perss.
47. Colchicum dregei (C.Presl) J.C.Manning & Vinn.
48. Colchicum eghimocymbion (U.Müll.-Doblies & D.Müll.-Doblies) J.C.Manning & Vinn.
49. Colchicum eichleri (Regel) K.Perss.
50. Colchicum etesionamibense (U.Müll.-Doblies & D.Müll.-Doblies) J.C.Manning & Vinn.
51. Colchicum euboeum (Boiss.) K.Perss.
52. Colchicum eucomoides (Jacq.) J.C.Manning & Vinn.
53. Colchicum europaeum (Lange) J.C.Manning & Vinn.
54. Colchicum exiguum (Roessler) J.C.Manning & Vinn.
55. Colchicum fasciculare (L.) R.Br.
56. Colchicum feinbruniae K.Perss.
57. Colchicum figlalii (Varol) Parolly & Eren
58. Colchicum filifolium (Cambess.) Stef.
59. Colchicum freynii Bornm.
60. Colchicum gonarei Camarda
61. Colchicum gracile K.Perss.
62. Colchicum graecum K.Perss.
63. Colchicum gramineum (Cav.) J.C.Manning & Vinn.
64. Colchicum greuteri (Gabrieljan) K.Perss.
65. Colchicum greuterocymbium (U.Müll.-Doblies, Raus & D.Müll.-Doblies) J.C.Manning & Vinn.
66. Colchicum hantamense (Engl. ex Diels) J.C.Manning & Vinn.
67. Colchicum haynaldii Heuff.
68. Colchicum heldreichii K.Perss.
69. Colchicum henssenianum (U.Müll.-Doblies & D.Müll.-Doblies) J.C.Manning & Vinn.
70. Colchicum hierosolymitanum Feinbrun
71. Colchicum hierrense (A.Santos) J.C.Manning & Vinn.
72. Colchicum hirsutum Stef.
73. Colchicum hughocymbion (U.Müll.-Doblies & D.Müll.-Doblies) J.C.Manning & Vinn.
74. Colchicum hungaricum Janka
75. Colchicum huntleyi (Pedrola, Membrives, J.M.Monts. & Caujapé) J.C.Manning & Vinn.
76. Colchicum imperatoris-friderici Siehe ex K.Perss.
77. Colchicum inundatum K.Perss.
78. Colchicum irroratum (Schltr. & K.Krause) J.C.Manning & Vinn.
79. Colchicum karooparkense (U.Müll.-Doblies, Daber, J.M.Anderson & D.Müll.-Doblies) J.C.Manning & Vinn.
80. Colchicum kesselringii Regel
81. Colchicum knersvlaktense (U.Müll.-Doblies & D.Müll.-Doblies) J.C.Manning & Vinn.
82. Colchicum kotschyi Boiss.
83. Colchicum kunkelianum (U.Müll.-Doblies, P.Hirsch, Stearn & D.Müll.-Doblies) J.C.Manning & Vinn.
84. Colchicum kurdicum (Bornm.) Stef.
85. Colchicum laetum Steven
86. Colchicum lagotum K.Perss.
87. Colchicum leistneri (U.Müll.-Doblies & D.Müll.-Doblies) C.Archer
88. Colchicum leptanthum K.Perss.
89. Colchicum lingulatum Boiss. & Spruner
90. Colchicum longifolium Castagne
91. Colchicum longipes (Baker) J.C.Manning & Vinn.
92. Colchicum lusitanum Brot.
93. Colchicum luteum Baker
94. Colchicum macedonicum Kosanin
95. Colchicum macrophyllum B.L.Burtt
96. Colchicum manissadjianii (Azn.) K.Perss.
97. Colchicum maraschicum E.Kaya & Özhatay
98. Colchicum melanthioides (Willd.) J.C.Manning & Vinn.
99. Colchicum micaceum K.Perss.
100. Colchicum micranthum Boiss.
101. Colchicum minutum K.Perss.
102. Colchicum mirzoevae (Gabrieljan) K.Perss.
103. Colchicum montanum L.
104. Colchicum multiflorum Brot.
105. Colchicum munzurense K.Perss.
106. Colchicum nanum K.Perss.
107. Colchicum natalense (Baker) J.C.Manning & Vinn.
108. Colchicum neapolitanum (Ten.) Ten.
109. Colchicum orienticapense (U.Müll.-Doblies & D.Müll.-Doblies) J.C.Manning & Vinn.
110. Colchicum palaestinum (Baker) C.Archer
111. Colchicum parlatoris Orph.
112. Colchicum parnassicum Sart., Orph. & Heldr.
113. Colchicum paschei K.Perss.
114. Colchicum peloponnesiacum Rech.f. & P.H.Davis
115. Colchicum persicum Baker
116. Colchicum poeltianum (U.Müll.-Doblies & D.Müll.-Doblies) J.C.Manning & Vinn.
117. Colchicum polyphyllum Boiss. & Heldr.
118. Colchicum praeirroratum (U.Müll.-Doblies & D.Müll.-Doblies) J.C.Manning & Vinn.
119. Colchicum psammophilum (Svent.) J.C.Manning & Vinn.
120. Colchicum pulchellum K.Perss.
121. Colchicum pusillum Sieber
122. Colchicum raddeanum (Regel) K.Perss.
123. Colchicum rausii K.Perss.
124. Colchicum rechingeri (Greuter) J.C.Manning & Vinn.
125. Colchicum ritchii R.Br.
126. Colchicum robustum (Bunge) Stef.
127. Colchicum roseum (Engl.) J.C.Manning & Vinn.
128. Colchicum sanguicolle K.Perss.
129. Colchicum scabromarginatum (Schltr. & K.Krause) J.C.Manning & Vinn.
130. Colchicum schimperi Janka ex Stef.
131. Colchicum schimperianum (Hochst.) C.Archer
132. Colchicum serpentinum Woronow ex Miscz.
133. Colchicum sfikasianum Kit Tan & Iatroú
134. Colchicum sieheanum Hausskn. ex Stef.
135. Colchicum soboliferum (C.A.Mey.) Stef.
136. Colchicum speciosum Steven
137. Colchicum stevenii Kunth
138. Colchicum stirtonii (U.Müll.-Doblies, Raus, Weiglin & D.Müll.-Doblies) J.C.Manning & Vinn.
139. Colchicum striatum (Hochst. ex A.Rich.) J.C.Manning & Vinn.
140. Colchicum swazicum (U.Müll.-Doblies & D.Müll.-Doblies) J.C.Manning & Vinn.
141. Colchicum szovitsii Fisch. & C.A.Mey.
142. Colchicum trigynum (Steven ex Adam) Stearn
143. Colchicum triphyllum Kunze
144. Colchicum troodi Kotschy
145. Colchicum tunicatum Feinbrun
146. Colchicum turcicum Janka
147. Colchicum tuviae Feinbrun
148. Colchicum umbrosum Steven
149. Colchicum undulatum (U.Müll.-Doblies & D.Müll.-Doblies) J.C.Manning & Vinn.
150. Colchicum vanjaarsveldii (U.Müll.-Doblies, Hähnl., U.U.Müll.-Doblies & D.Müll.-Doblies) J.C.Manning & Vinn.
151. Colchicum varians (Freyn & Bornm.) Dyer
152. Colchicum variegatum L.
153. Colchicum verlaqueae Fridl.
154. Colchicum villosum (U.Müll.-Doblies & D.Müll.-Doblies) J.C.Manning & Vinn.
155. Colchicum volutare (Burch.) J.C.Manning & Vinn.
156. Colchicum walteri (Pedrola, Membrives & J.M.Monts.) J.C.Manning & Vinn.
157. Colchicum wendelboi K.Perss.
158. Colchicum woronowii Bokeriya
159. Colchicum worsonense (U.Müll.-Doblies & D.Müll.-Doblies) J.C.Manning & Vinn.
160. Colchicum zahnii Heldr.

## Sinonimi
- Abandium Adans.
- Androcymbium Willd.
- Bulbocodium L.
- Celsia Boehm.
- Cymbanthes Salisb.
- Erythrostictus Schltdl.
- Eudesmis Raf.
- Fouha Pomel
- Geophila Bergeret
- Hermodactylum (R.Br.) Bartl.
- Merendera Ramond
- Monocaryum (R.Br.) Rchb.
- Paludana Salisb.
- Plexinium Raf.
- Synsiphon Regel

## Galerija slika
- Colchicum alpinum
- Colchicum antilibanoticum
- Colchicum arenarium
- Colchicum autumnale
Predložak:Tysp
- Colchicum bivonae
- Colchicum bornmuelleri
- Colchicum bulbocodium
- Colchicum byzantinum
- Colchicum cilicicum
- Colchicum cupanii
- Colchicum feinbruniae
- Colchicum figlalii
- Colchicum hierosolymitanum
- Colchicum hungaricum
- Colchicum lusitanum
- Colchicum montanum
- Colchicum ritchii
- Colchicum speciosum
- Colchicum stevenii
- Colchicum szovitsii
ssp. brachyphyllum
- Colchicum troodi
- Colchicum tunicatum
- Colchicum tuviae
- Colchicum variegatum